# Nidawellir
Nidawellir, auch Nidavellir (altnordisch Niðavellir ‚die dunklen Felder‘) ist ein Ort in der nordischen Mythologie. Dort steht nach der Weissagung der Seherin der von dem Geschlecht Sindris erbaute goldene Saal, der sich im Norden befindet.